# Iliofemoralni ligament
Iliofemoralni ligament, Y-ligament ali Bigelowov ligament (latinsko ligamentum iliofemorale) je ligament v kolčnem sklepu, ki se razteza od črevnice do stegnenice. S svojo vlečno odpornostjo, ki presega 350 N, je iliofemoralni ligament najmočnejši ligament v človeškem telesu.

## Struktura
Ligament izvira iz sprednjega spodnjega trna črevnice (spina iliaca anterior inferior) in roba sklepne jamice kolčnice (acetabuluma) in poteka poševno navzdol in lateralno do intertrohanterne črte (linea intertrochanterica) na sprednji strani vrata stegnenice (collum femoris). Razdeljen je v dva dela oz. pasova: prečni (transverzalni) pas je močen in poteka vzporedno ob osi vrata stegnenice, descedentni pas pa je šibkejši in poteka pod prečnim pasom, vzporedno s telesom. Oba pasova dajeta obliko narobe obrnjene črke Y (iz česar izhaja tudi ime Y-ligament), včasih pa je meja med njima slabo vidna. Glede na to, da intertrohanterna črta spredaj povezuje obrtca (trochanter), imenujemo prečni pas tudi iliotrohanterni ligament.

## Funkcija
Ligament je v tesni zvezi s sklepno ovojnico kolčnega sklepa in tako ojačuje sklep in preprečuje preveliko raztezanje. Omogoča stojo brez obremenjevanja mišic, poleg tega pa drži glavo stegnenice pritisnjeno v sklepno jamico.
Po skrčenju (fleksiji) stegna se napetost v ligamentu zmanjša, zmogljivost rotacije v sklepu pa se poveča. Prečni pas sicer omejuje lateralno rotacijo in primik (addukcijo), descedentni pas pa omejuje medialno rotacijo.
Nekateri gibi pri baletu (tj. dvigovanje nog) zahtevajo poleg same anatomske oblike sklepa (npr. oblika vrata stegnenice) in fleksibilnosti mišic tudi veliko fleksibilnost in elastičnost iliofemoralnega ligamenta.